# Nová Dubnica
Nová Dubnica (allemand : Neudubnitz, hongrois : Újtölgyes) est une ville de la région de Trenčín en Slovaquie, dans la région historique de Považie.

## Histoire

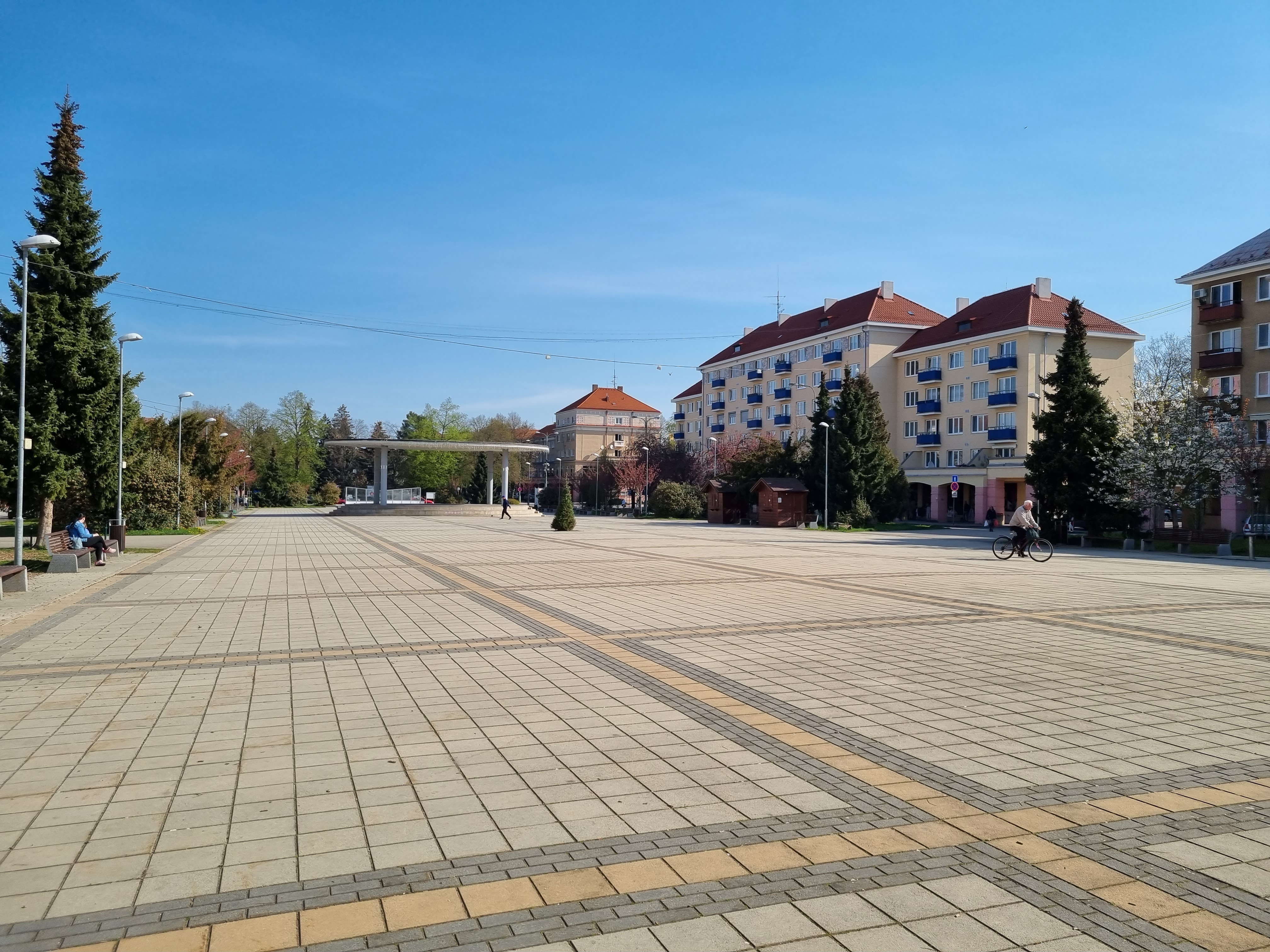
La place de la Paix (Mierové námestie).

Nová Dubnica a été créé en 1951 comme quartier pour les ouvriers de la ville de Dubnica nad Váhom sous le statut de village. Le 1er janvier 1957, le quartier est annexé à la ville de Dubnica nad Váhom. Le quartier a été élevé le 8 juin 1960 au rang de ville.

## Démographie

### Évolution de la population
| Année:               | 1994.  | 2004.   | 2014.   | 2024.   |
| -------------------- | ------ | ------- | ------- | ------- |
| Nombre de personnes: | 12 559 | 12 032  | 11 262  | 10 272  |
| Différence:          |        | -4,19 % | -6,39 % | -8,79 % |

| Année:               | 2023.  | 2024.   |
| -------------------- | ------ | ------- |
| Nombre de personnes: | 10 381 | 10 272  |
| Différence:          |        | -1,04 % |

## Intérêts
Le cinéma Panorex qui est utilisé pour l’organisation des événements culturels était le premier cinéma panoramique en Slovaquie.

## Quartiers
- Nová Dubnica
- Kolačín

## Villes jumelées
- San Daniele  Italie
- Pruské  Slovaquie
- Červený Kameň  Slovaquie
- Slavičín  République tchèque